# ウィリアム・D・ワシントン

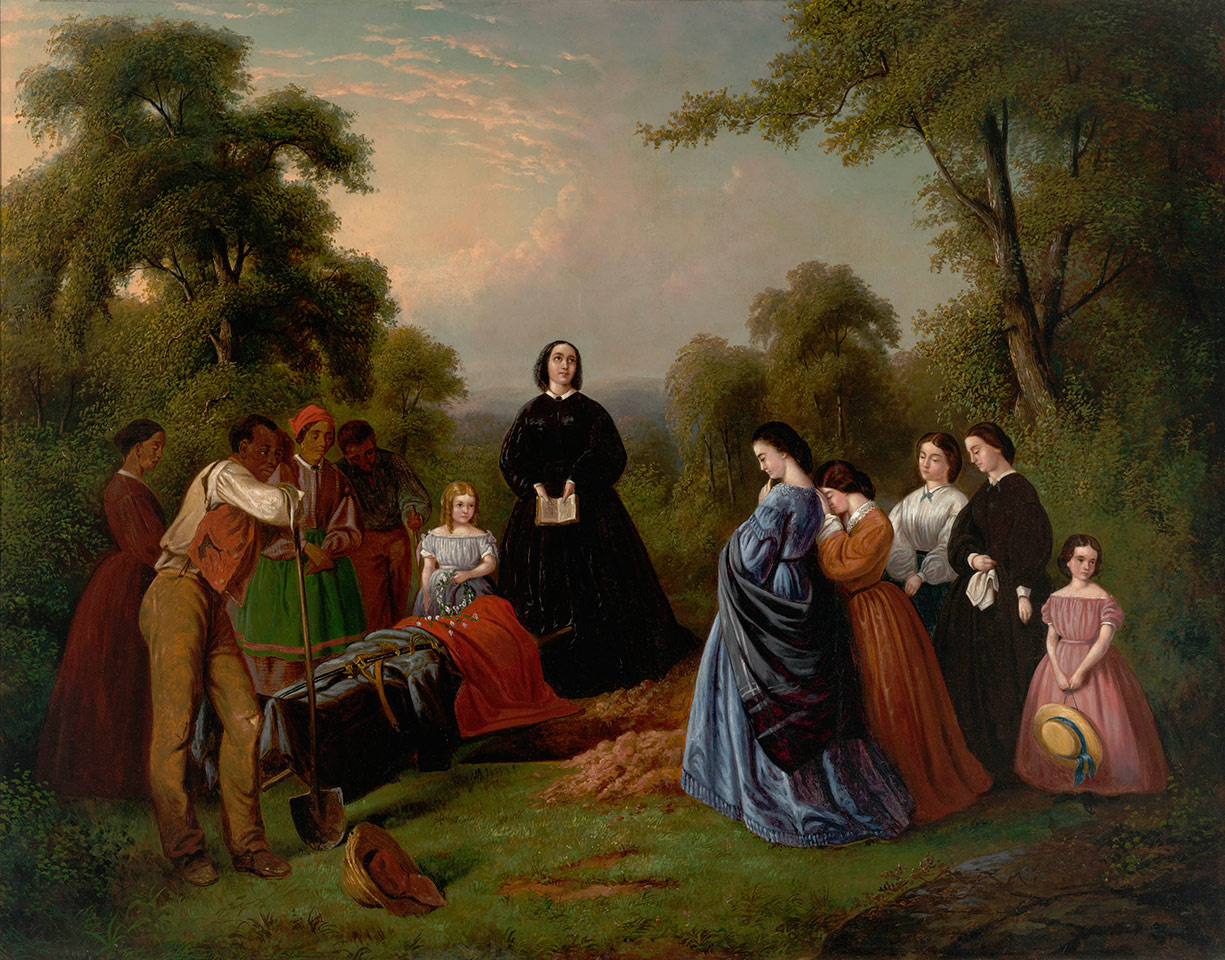
ワシントン作「ラタネの埋葬」

ウィリアム・D・ワシントン（William Dickinson Washington、1833年10月7日 - 1870年12月1日）はアメリカ合衆国の画家、美術教師である。南北戦争を南軍の側で戦い、南北戦争で戦死した兵士を弔う家族を描いて、「南部の失われた大義」を象徴するとされる絵画「ラタネの埋葬(The Burial of Latané)」で知られる。

## 略歴
バージニア州ラウドン郡に生まれた。ジョージ・ワシントンのいとこウォーナー・ワシントンの子孫である。生まれつき左足の奇形で、治療のかいなく、終生足を引きずって歩かなければならなかった 。父親がアメリカ合衆国郵政省の仕事に就き、1834年に家族とワシントンD.C.に移った。特許庁で製図の仕事で働いた。ワシントンD.C.で歴史画家のエマヌエル・ロイツェに絵を学び、1851年から1852年の間、ロイツェの助手を務めた。
デュッセルドルフでも活動していたロイツェの推薦と、バージニア州選出の上院議員の支援を受けて、国務長官、エドワード・エヴァレットから特派員の資格で旅費が与えられて、1853年にヨーロッパに渡り、公務を終えるとドイツに移りデュッセルドルフ美術アカデミーでフリードリッヒ・ヴィルヘルム・シャドウのもとで学んだ。 
デュッセルドルフ美術アカデミーには前年からイーストマン・ジョンソンが学んでいて、ジョンソンとワシントンはロイツェと共に活動し、ジョンソンから影響を受けたと考えられ、ワシントンの絵のスタイルはロイツェよりジョンソンのそれに近いとされる。デュッセルドルフで歴史画を描き、アメリカの展覧会に出展し、一部の新聞で好意的に評せられたが、フィラデルフィアで展示した時には評判にならなかった。
1854年に帰国し、特許庁の仕事に戻り、ペンシルベニア美術アカデミーやナショナル・アカデミー・オブ・デザインの展覧会に出展して、画家として評価を得るようになり、ワシントン美術協会の最初の展覧会の開催に尽力し、後に協会の副会長になった。ワシントンD.C. の美術収集家のウィリアム・ウィルソン・コーコランとも親しくなり、後にコーコラン美術館およびその美術学校の職員を務めた。
南北戦争が始まると、バージニアのリッチモンドへ旅し、ロバート・E・リー将軍のバージニア州軍に志願するが、足の障害のために入隊は許されなかった。軍の技術部門で製図の仕事をし、後にジョン・ブキャナン・フロイドが指揮する軍の幕僚も務めた。戦争中はリッチモンドに滞在し、多くの戦場のスケッチをした。終戦間際に、イギリスへの亡命者の一人となり、1866年までイギリスに滞在した 。
アメリカに帰国後はニューヨークにスタジオを開き1869年まで働いた後、1869年にバージニア州立軍事学校の教員になった。軍事学校では南北戦争で戦死した卒業生や教員の肖像画を描いた。

## 作品

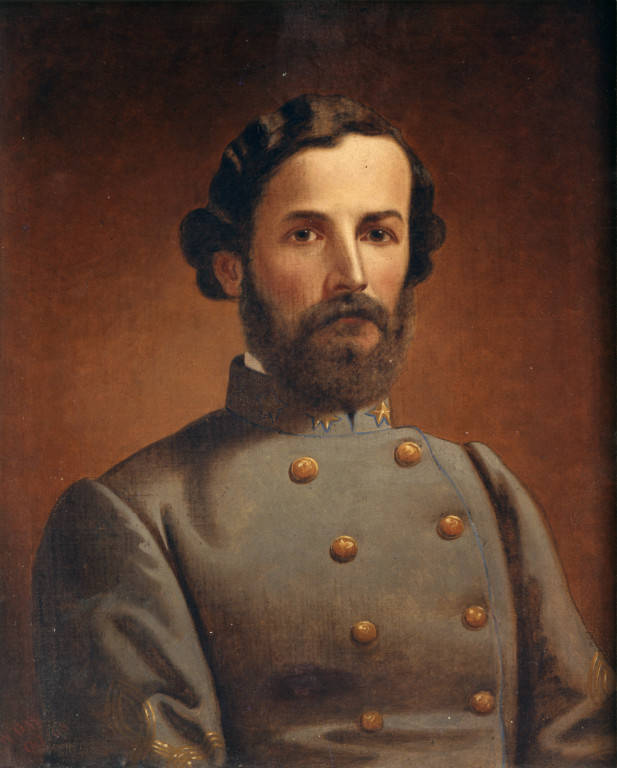
ジョージ・パットン・シニア
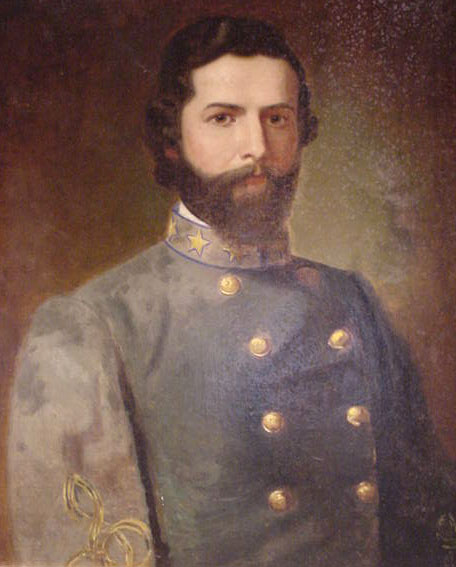
ウォーラー・パットン
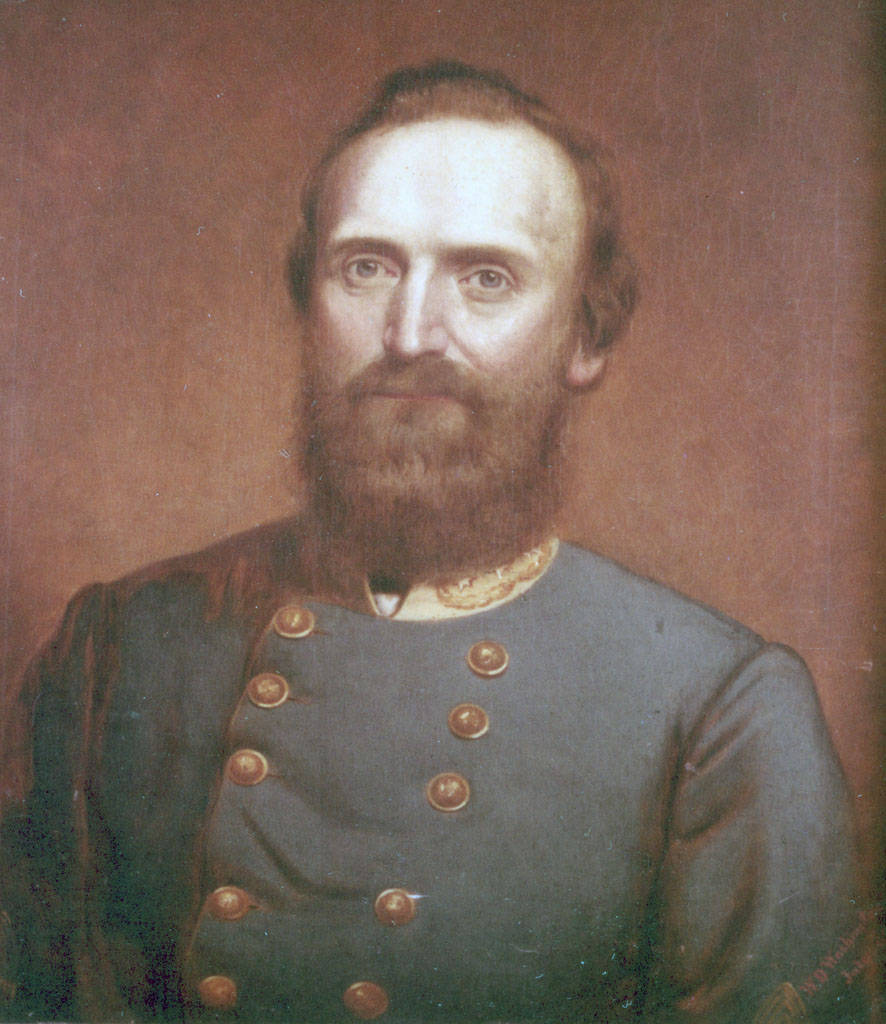
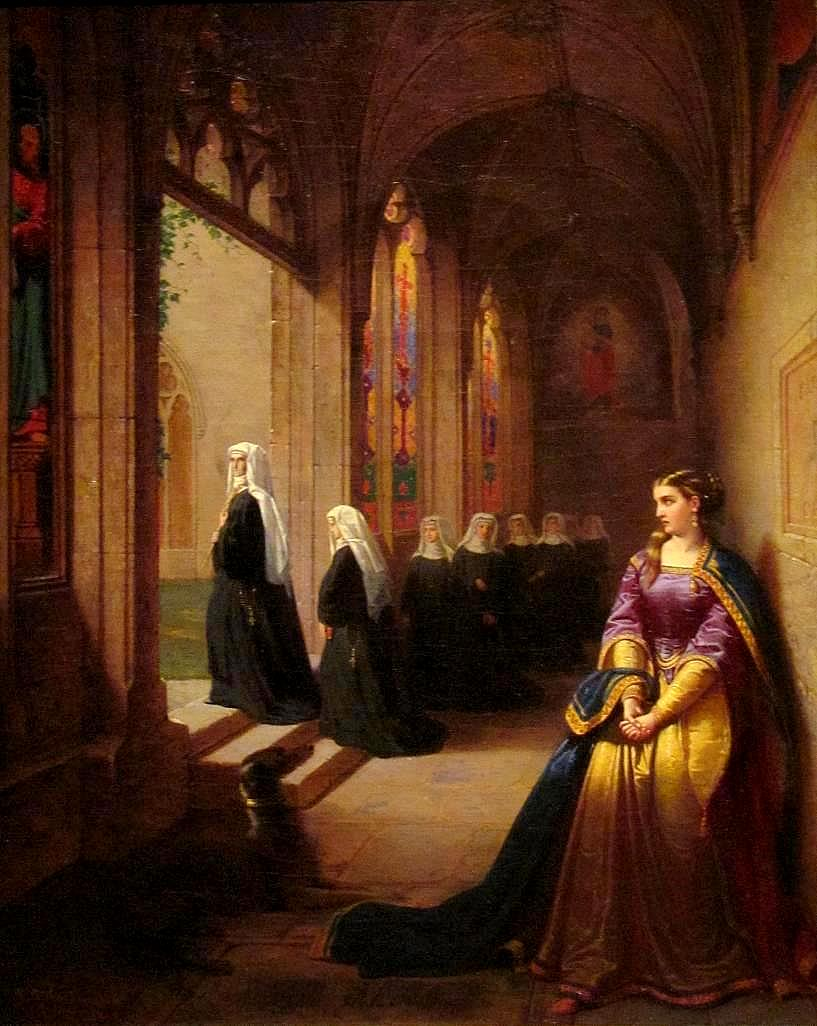